# Shota Arveladze
Shota Arveladze - em georgiano, შოთა არველაძე (Tbilisi, 22 de fevereiro de 1973) é um ex-jogador de futebol georgiano. 
Destacou-se quando defendeu o Ajax. Após encerrar a carreira, tornou-se treinador. Atualmente, treina o Hull City.

## Títulos
SK Dinamo Tbilisi
- Umaglesi Liga: 1990–91, 1991–92, 1992–93, 1993–94
- Copa da Geórgia: 1990–91, 1991–92, 1992–93, 1993–94

Trabzonspor
- Copa da Turquia: 1994–95
- Supercopa da Turquia: 1995

Ajax
- Eredivisie: 1997–98
- Copa dos Países Baixos: 1997–98 , 1998–99

Rangers
- Scottish Premiership:  2002–03, 2004–05
- Copa da Liga Escocesa: 2002–03
- Copa da Escócia:  2001–02, 2002–03

Individuais
- Artilheiro da Copa da Turquia 1994–95: (6 gols)
- Artilheiro do Campeonato Turco 1995-96: (25 gols)
- Jogador do mês Scottish Premiership: setembro de 2003
- Jogador de futebol georgiano do ano: 1994, 1998, 2007